# Verðandi

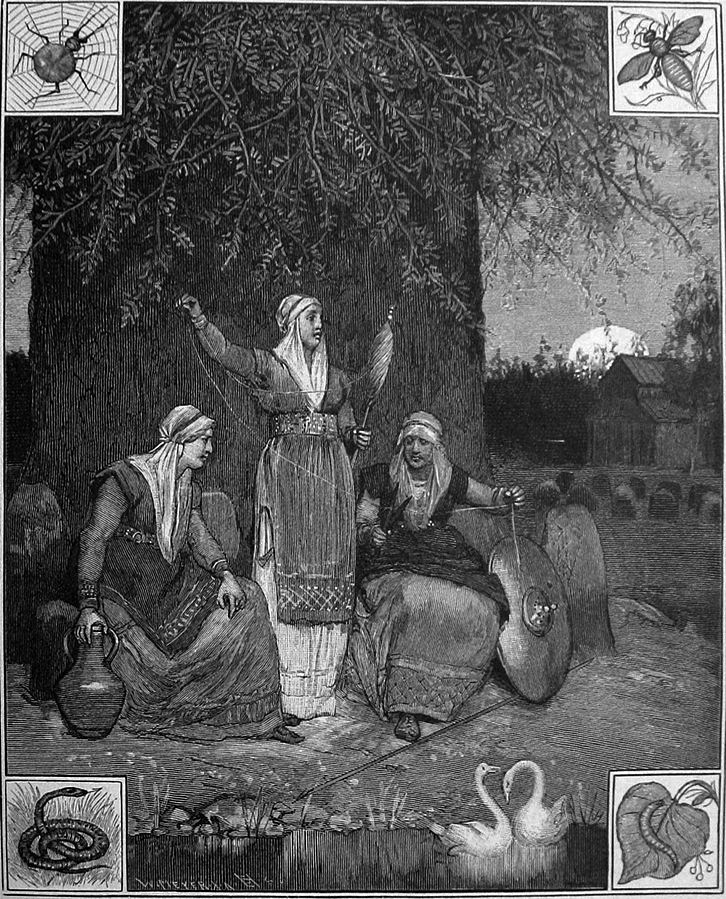
Las Nornas hilando los hilos del destino a los pies del fresno Yggdrasil.

Verdandi o Verðandi era una de las tres Nornas principales de la mitología nórdica junto a Urd y Skuld. Según las Eddas existen también muchas otras nornir menores asociadas a individuos en particular.
La raíz básica del nombre Verðandi es la misma que la de otra norna, Urðr. En el caso de Verðandi, la etimología deriva del presente del verbo verða en islandés/nórdico antiguo (varþa/varda en sueco) que significa "devenir, resultar, estar por suceder". En sueco moderno la expresión "i vardande" significa simplemente "en proceso" o "está haciéndose". Comparten el mismo origen que el verbo alemán werden y anglosajón weorðan (devenir). Otros verbos escandinavos modernos relacionados con estos son vända, "torcer, dar vuelta, reaparecer", y vara, "ser, existir".
En consecuencia, la norna Verðandi conlleva la noción "lo que está por suceder, o lo que está haciéndose"; en la interpretación corriente, se la considera asociada a aspectos del destino ligados o reflejados en "el presente". Otros autores han comentado, sin embargo, que el material en las Eddas no caracteriza a las nornas como responsables exclusivas de distintos períodos del tiempo. Por el contrario, el material sugiere que todas ellas están asociadas al destino y que el pasado, el presente, y el futuro están entrelazados de tal modo que no pueden ser separados por las nornas.
Dado que esta norna no lleva en sí el sentido básico de destino (como Urðr) o de necesidad (como Skuld), se la ha considerado la más bella y menos poderosa de las tres nornas.
Verdandi era la Norna que decidía la longitud del hilo de la vida. Incluso los dioses estaban sujetos a su voluntad. Ella decidía cuánto y cómo vivirían, y cuándo y cómo morirían todas las cosas vivientes.